# Stamboom Willem van Oranje-Nassau (1711-1751)
Dit is de stamboom van Willem IV van Oranje-Nassau (1711-1751).
| Stamboom Willem van Oranje-Nassau (1711-1751)                                | Stamboom Willem van Oranje-Nassau (1711-1751)                                                          | Stamboom Willem van Oranje-Nassau (1711-1751)                                                          | Stamboom Willem van Oranje-Nassau (1711-1751)                                                          | Stamboom Willem van Oranje-Nassau (1711-1751)                                                          | Stamboom Willem van Oranje-Nassau (1711-1751)                                                          | Stamboom Willem van Oranje-Nassau (1711-1751)                                                          | Stamboom Willem van Oranje-Nassau (1711-1751)                                                     | Stamboom Willem van Oranje-Nassau (1711-1751)                                                     | Stamboom Willem van Oranje-Nassau (1711-1751)                                                     | Stamboom Willem van Oranje-Nassau (1711-1751)                                                     | Stamboom Willem van Oranje-Nassau (1711-1751)                                                     | Stamboom Willem van Oranje-Nassau (1711-1751)                                                     | Stamboom Willem van Oranje-Nassau (1711-1751)                                                          | Stamboom Willem van Oranje-Nassau (1711-1751)                                                          | Stamboom Willem van Oranje-Nassau (1711-1751)                                                          | Stamboom Willem van Oranje-Nassau (1711-1751)                                                          | Stamboom Willem van Oranje-Nassau (1711-1751)                                                          | Stamboom Willem van Oranje-Nassau (1711-1751)                                                          | Stamboom Willem van Oranje-Nassau (1711-1751)                                                          | Stamboom Willem van Oranje-Nassau (1711-1751)                                                          | Stamboom Willem van Oranje-Nassau (1711-1751)                                                          | Stamboom Willem van Oranje-Nassau (1711-1751)                                                          | Stamboom Willem van Oranje-Nassau (1711-1751)                                                          | Stamboom Willem van Oranje-Nassau (1711-1751)                                                          | Stamboom Willem van Oranje-Nassau (1711-1751)                                                     | Stamboom Willem van Oranje-Nassau (1711-1751)                                                     | Stamboom Willem van Oranje-Nassau (1711-1751)                                                     | Stamboom Willem van Oranje-Nassau (1711-1751)                                                       | Stamboom Willem van Oranje-Nassau (1711-1751)                                                                             | Stamboom Willem van Oranje-Nassau (1711-1751)                                                                             | Stamboom Willem van Oranje-Nassau (1711-1751)                                                     | Stamboom Willem van Oranje-Nassau (1711-1751)                                                     | Stamboom Willem van Oranje-Nassau (1711-1751)                                                     | Stamboom Willem van Oranje-Nassau (1711-1751)                                                     | Stamboom Willem van Oranje-Nassau (1711-1751)                                                     | Stamboom Willem van Oranje-Nassau (1711-1751)                                                     | Stamboom Willem van Oranje-Nassau (1711-1751)                                                     | Stamboom Willem van Oranje-Nassau (1711-1751)                                                     | Stamboom Willem van Oranje-Nassau (1711-1751)                                                     | Stamboom Willem van Oranje-Nassau (1711-1751)                                                          | Stamboom Willem van Oranje-Nassau (1711-1751)                                                          | Stamboom Willem van Oranje-Nassau (1711-1751)                                                          | Stamboom Willem van Oranje-Nassau (1711-1751)                                                     | Stamboom Willem van Oranje-Nassau (1711-1751)                                                     | Stamboom Willem van Oranje-Nassau (1711-1751)                                                     | Stamboom Willem van Oranje-Nassau (1711-1751)                                                     | Stamboom Willem van Oranje-Nassau (1711-1751)                                                     | Stamboom Willem van Oranje-Nassau (1711-1751)                                                     |
| ---------------------------------------------------------------------------- | --- | --- | --- | --- | --- | --- | ------------------------------------------------------------------------------------------------- | ------------------------------------------------------------------------------------------------- | ------------------------------------------------------------------------------------------------- | ------------------------------------------------------------------------------------------------- | ------------------------------------------------------------------------------------------------- | ------------------------------------------------------------------------------------------------- | --- | --- | --- | --- | --- | --- | --- | --- | --- | --- | --- | --- | ------------------------------------------------------------------------------------------------- | ------------------------------------------------------------------------------------------------- | ------------------------------------------------------------------------------------------------- | --------------------------------------------------------------------------------------------------- | --- | --- | ------------------------------------------------------------------------------------------------- | ------------------------------------------------------------------------------------------------- | ------------------------------------------------------------------------------------------------- | ------------------------------------------------------------------------------------------------- | ------------------------------------------------------------------------------------------------- | ------------------------------------------------------------------------------------------------- | ------------------------------------------------------------------------------------------------- | ------------------------------------------------------------------------------------------------- | ------------------------------------------------------------------------------------------------- | --- | --- | --- | ------------------------------------------------------------------------------------------------- | ------------------------------------------------------------------------------------------------- | ------------------------------------------------------------------------------------------------- | ------------------------------------------------------------------------------------------------- | ------------------------------------------------------------------------------------------------- | ------------------------------------------------------------------------------------------------- |
| Oudouders                                                                    | Jan VI van Nassau-Dietz (1535-1606) Jan de Oude x Elisabeth van Leuchtenberg (1537-1579)               | Jan VI van Nassau-Dietz (1535-1606) Jan de Oude x Elisabeth van Leuchtenberg (1537-1579)               | Jan VI van Nassau-Dietz (1535-1606) Jan de Oude x Elisabeth van Leuchtenberg (1537-1579)               | Hendrik Julius van Brunswijk-Wolfenbüttel (1564-1613) x1590 Elisabeth van Denemarken (1573-1625)       | Hendrik Julius van Brunswijk-Wolfenbüttel (1564-1613) x1590 Elisabeth van Denemarken (1573-1625)       | Hendrik Julius van Brunswijk-Wolfenbüttel (1564-1613) x1590 Elisabeth van Denemarken (1573-1625)       | Willem I van Oranje-Nassau (1533-1584) Willem de Zwijger x 1583 Louise de Coligny (1555-1620)     | Willem I van Oranje-Nassau (1533-1584) Willem de Zwijger x 1583 Louise de Coligny (1555-1620)     | Willem I van Oranje-Nassau (1533-1584) Willem de Zwijger x 1583 Louise de Coligny (1555-1620)     | Johan Albrecht I van Solms-Braunfels (1563-1623) x Agnes van Sayn-Wittgenstein (1568-1617)        | Johan Albrecht I van Solms-Braunfels (1563-1623) x Agnes van Sayn-Wittgenstein (1568-1617)        | Johan Albrecht I van Solms-Braunfels (1563-1623) x Agnes van Sayn-Wittgenstein (1568-1617)        | Johan George I van Anhalt-Dessau (1567-1618) x 1583 Dorothea van Simmern (1581-1631)                   | Johan George I van Anhalt-Dessau (1567-1618) x 1583 Dorothea van Simmern (1581-1631)                   | Johan George I van Anhalt-Dessau (1567-1618) x 1583 Dorothea van Simmern (1581-1631)                   | Maurits van Hessen-Kassel (1572-1632) x Juliana van Nassau-Siegen (1587-1643)                          | Maurits van Hessen-Kassel (1572-1632) x Juliana van Nassau-Siegen (1587-1643)                          | Maurits van Hessen-Kassel (1572-1632) x Juliana van Nassau-Siegen (1587-1643)                          | Willem I van Oranje-Nassau (1533-1584) Willem de Zwijger x 1583 Louise de Coligny (1555-1620)          | Willem I van Oranje-Nassau (1533-1584) Willem de Zwijger x 1583 Louise de Coligny (1555-1620)          | Willem I van Oranje-Nassau (1533-1584) Willem de Zwijger x 1583 Louise de Coligny (1555-1620)          | Johan Albrecht I van Solms-Braunfels (1563-1623) x Agnes van Sayn-Wittgenstein (1568-1617)             | Johan Albrecht I van Solms-Braunfels (1563-1623) x Agnes van Sayn-Wittgenstein (1568-1617)             | Johan Albrecht I van Solms-Braunfels (1563-1623) x Agnes van Sayn-Wittgenstein (1568-1617)             | Maurits van Hessen-Kassel (1572-1632) x Agnes van Solms-Laubach (1578-1602)                       | Maurits van Hessen-Kassel (1572-1632) x Agnes van Solms-Laubach (1578-1602)                       | Maurits van Hessen-Kassel (1572-1632) x Agnes van Solms-Laubach (1578-1602)                       | Filips Lodewijk II van Hanau-Münzenberg (1576-1612) x 1596 Catharina Belgica van Nassau (1578-1648) | Filips Lodewijk II van Hanau-Münzenberg (1576-1612) x 1596 Catharina Belgica van Nassau (1578-1648)                       | Filips Lodewijk II van Hanau-Münzenberg (1576-1612) x 1596 Catharina Belgica van Nassau (1578-1648)                       | Johan Sigismund van Brandenburg (1572-1617) x Anna van Pruisen (1576-1625)                        | Johan Sigismund van Brandenburg (1572-1617) x Anna van Pruisen (1576-1625)                        | Johan Sigismund van Brandenburg (1572-1617) x Anna van Pruisen (1576-1625)                        | Frederik IV van de Palts (1574-1610) x Louise Juliana van Oranje-Nassau (1576-1644)               | Frederik IV van de Palts (1574-1610) x Louise Juliana van Oranje-Nassau (1576-1644)               | Frederik IV van de Palts (1574-1610) x Louise Juliana van Oranje-Nassau (1576-1644)               | Godhard Kettler (1517-1587) x1566 Anna van Mecklenburg-Schwerin (1533-1602)                       | Godhard Kettler (1517-1587) x1566 Anna van Mecklenburg-Schwerin (1533-1602)                       | Godhard Kettler (1517-1587) x1566 Anna van Mecklenburg-Schwerin (1533-1602)                       | Albrecht Friedrich Von Preussen (1553-1618) x1566 Marie Eleonore Von Kleve Jülich Und Berg (1550-1608) | Albrecht Friedrich Von Preussen (1553-1618) x1566 Marie Eleonore Von Kleve Jülich Und Berg (1550-1608) | Albrecht Friedrich Von Preussen (1553-1618) x1566 Marie Eleonore Von Kleve Jülich Und Berg (1550-1608) | Johan Sigismund van Brandenburg (1572-1617) x Anna van Pruisen (1576-1625)                        | Johan Sigismund van Brandenburg (1572-1617) x Anna van Pruisen (1576-1625)                        | Johan Sigismund van Brandenburg (1572-1617) x Anna van Pruisen (1576-1625)                        | Frederik IV van de Palts (1574-1610) x Louise Juliana van Oranje-Nassau (1576-1644)               | Frederik IV van de Palts (1574-1610) x Louise Juliana van Oranje-Nassau (1576-1644)               | Frederik IV van de Palts (1574-1610) x Louise Juliana van Oranje-Nassau (1576-1644)               |
| Betovergrootouders                                                           | Ernst Casimir van Nassau-Dietz (1573-1632) x 1597 Sophia Hedwig van Brunswijk-Wolfenbüttel (1592-1642) | Ernst Casimir van Nassau-Dietz (1573-1632) x 1597 Sophia Hedwig van Brunswijk-Wolfenbüttel (1592-1642) | Ernst Casimir van Nassau-Dietz (1573-1632) x 1597 Sophia Hedwig van Brunswijk-Wolfenbüttel (1592-1642) | Ernst Casimir van Nassau-Dietz (1573-1632) x 1597 Sophia Hedwig van Brunswijk-Wolfenbüttel (1592-1642) | Ernst Casimir van Nassau-Dietz (1573-1632) x 1597 Sophia Hedwig van Brunswijk-Wolfenbüttel (1592-1642) | Ernst Casimir van Nassau-Dietz (1573-1632) x 1597 Sophia Hedwig van Brunswijk-Wolfenbüttel (1592-1642) | Frederik Hendrik van Oranje-Nassau (1584-1647) x Amalia van Solms (1602-1675)                     | Frederik Hendrik van Oranje-Nassau (1584-1647) x Amalia van Solms (1602-1675)                     | Frederik Hendrik van Oranje-Nassau (1584-1647) x Amalia van Solms (1602-1675)                     | Frederik Hendrik van Oranje-Nassau (1584-1647) x Amalia van Solms (1602-1675)                     | Frederik Hendrik van Oranje-Nassau (1584-1647) x Amalia van Solms (1602-1675)                     | Frederik Hendrik van Oranje-Nassau (1584-1647) x Amalia van Solms (1602-1675)                     | Johan Casimir van Anhalt-Dessau (1596-1660) x 1623 Agnes van Hessen-Kassel (1606-1650)                 | Johan Casimir van Anhalt-Dessau (1596-1660) x 1623 Agnes van Hessen-Kassel (1606-1650)                 | Johan Casimir van Anhalt-Dessau (1596-1660) x 1623 Agnes van Hessen-Kassel (1606-1650)                 | Johan Casimir van Anhalt-Dessau (1596-1660) x 1623 Agnes van Hessen-Kassel (1606-1650)                 | Johan Casimir van Anhalt-Dessau (1596-1660) x 1623 Agnes van Hessen-Kassel (1606-1650)                 | Johan Casimir van Anhalt-Dessau (1596-1660) x 1623 Agnes van Hessen-Kassel (1606-1650)                 | Frederik Hendrik van Oranje-Nassau (1584-1647) x 1625 Amalia van Solms (1602-1675)                     | Frederik Hendrik van Oranje-Nassau (1584-1647) x 1625 Amalia van Solms (1602-1675)                     | Frederik Hendrik van Oranje-Nassau (1584-1647) x 1625 Amalia van Solms (1602-1675)                     | Frederik Hendrik van Oranje-Nassau (1584-1647) x 1625 Amalia van Solms (1602-1675)                     | Frederik Hendrik van Oranje-Nassau (1584-1647) x 1625 Amalia van Solms (1602-1675)                     | Frederik Hendrik van Oranje-Nassau (1584-1647) x 1625 Amalia van Solms (1602-1675)                     | Willem V van Hessen-Kassel (1602-1637) x 1619 Amalia Elisabeth van Hanau-Münzenberg (1602-1651)   | Willem V van Hessen-Kassel (1602-1637) x 1619 Amalia Elisabeth van Hanau-Münzenberg (1602-1651)   | Willem V van Hessen-Kassel (1602-1637) x 1619 Amalia Elisabeth van Hanau-Münzenberg (1602-1651)   | Willem V van Hessen-Kassel (1602-1637) x 1619 Amalia Elisabeth van Hanau-Münzenberg (1602-1651)     | Willem V van Hessen-Kassel (1602-1637) x 1619 Amalia Elisabeth van Hanau-Münzenberg (1602-1651)                           | Willem V van Hessen-Kassel (1602-1637) x 1619 Amalia Elisabeth van Hanau-Münzenberg (1602-1651)                           | George Willem van Brandenburg (1595-1640) x 1616 Elisabeth Charlotte van de Palts (1597-1660)     | George Willem van Brandenburg (1595-1640) x 1616 Elisabeth Charlotte van de Palts (1597-1660)     | George Willem van Brandenburg (1595-1640) x 1616 Elisabeth Charlotte van de Palts (1597-1660)     | George Willem van Brandenburg (1595-1640) x 1616 Elisabeth Charlotte van de Palts (1597-1660)     | George Willem van Brandenburg (1595-1640) x 1616 Elisabeth Charlotte van de Palts (1597-1660)     | George Willem van Brandenburg (1595-1640) x 1616 Elisabeth Charlotte van de Palts (1597-1660)     | Willem Kettler (1574-1640) x 1609 Sophie van Pruisen (1582-1610)                                  | Willem Kettler (1574-1640) x 1609 Sophie van Pruisen (1582-1610)                                  | Willem Kettler (1574-1640) x 1609 Sophie van Pruisen (1582-1610)                                  | Willem Kettler (1574-1640) x 1609 Sophie van Pruisen (1582-1610)                                       | Willem Kettler (1574-1640) x 1609 Sophie van Pruisen (1582-1610)                                       | Willem Kettler (1574-1640) x 1609 Sophie van Pruisen (1582-1610)                                       | George Willem van Brandenburg (1595-1640) x 1616 Elisabeth Charlotte van de Palts (1597-1660)     | George Willem van Brandenburg (1595-1640) x 1616 Elisabeth Charlotte van de Palts (1597-1660)     | George Willem van Brandenburg (1595-1640) x 1616 Elisabeth Charlotte van de Palts (1597-1660)     | George Willem van Brandenburg (1595-1640) x 1616 Elisabeth Charlotte van de Palts (1597-1660)     | George Willem van Brandenburg (1595-1640) x 1616 Elisabeth Charlotte van de Palts (1597-1660)     | George Willem van Brandenburg (1595-1640) x 1616 Elisabeth Charlotte van de Palts (1597-1660)     |
| Overgrootouders                                                              | Willem Frederik van Nassau-Dietz (1613-1664) x 1652 Albertine Agnes van Oranje-Nassau (1634-1696)      | Willem Frederik van Nassau-Dietz (1613-1664) x 1652 Albertine Agnes van Oranje-Nassau (1634-1696)      | Willem Frederik van Nassau-Dietz (1613-1664) x 1652 Albertine Agnes van Oranje-Nassau (1634-1696)      | Willem Frederik van Nassau-Dietz (1613-1664) x 1652 Albertine Agnes van Oranje-Nassau (1634-1696)      | Willem Frederik van Nassau-Dietz (1613-1664) x 1652 Albertine Agnes van Oranje-Nassau (1634-1696)      | Willem Frederik van Nassau-Dietz (1613-1664) x 1652 Albertine Agnes van Oranje-Nassau (1634-1696)      | Willem Frederik van Nassau-Dietz (1613-1664) x 1652 Albertine Agnes van Oranje-Nassau (1634-1696) | Willem Frederik van Nassau-Dietz (1613-1664) x 1652 Albertine Agnes van Oranje-Nassau (1634-1696) | Willem Frederik van Nassau-Dietz (1613-1664) x 1652 Albertine Agnes van Oranje-Nassau (1634-1696) | Willem Frederik van Nassau-Dietz (1613-1664) x 1652 Albertine Agnes van Oranje-Nassau (1634-1696) | Willem Frederik van Nassau-Dietz (1613-1664) x 1652 Albertine Agnes van Oranje-Nassau (1634-1696) | Willem Frederik van Nassau-Dietz (1613-1664) x 1652 Albertine Agnes van Oranje-Nassau (1634-1696) | Johan George II van Anhalt-Dessau (1627-1693) x 1659 Henriëtte Catharina van Oranje-Nassau (1638-1708) | Johan George II van Anhalt-Dessau (1627-1693) x 1659 Henriëtte Catharina van Oranje-Nassau (1638-1708) | Johan George II van Anhalt-Dessau (1627-1693) x 1659 Henriëtte Catharina van Oranje-Nassau (1638-1708) | Johan George II van Anhalt-Dessau (1627-1693) x 1659 Henriëtte Catharina van Oranje-Nassau (1638-1708) | Johan George II van Anhalt-Dessau (1627-1693) x 1659 Henriëtte Catharina van Oranje-Nassau (1638-1708) | Johan George II van Anhalt-Dessau (1627-1693) x 1659 Henriëtte Catharina van Oranje-Nassau (1638-1708) | Johan George II van Anhalt-Dessau (1627-1693) x 1659 Henriëtte Catharina van Oranje-Nassau (1638-1708) | Johan George II van Anhalt-Dessau (1627-1693) x 1659 Henriëtte Catharina van Oranje-Nassau (1638-1708) | Johan George II van Anhalt-Dessau (1627-1693) x 1659 Henriëtte Catharina van Oranje-Nassau (1638-1708) | Johan George II van Anhalt-Dessau (1627-1693) x 1659 Henriëtte Catharina van Oranje-Nassau (1638-1708) | Johan George II van Anhalt-Dessau (1627-1693) x 1659 Henriëtte Catharina van Oranje-Nassau (1638-1708) | Johan George II van Anhalt-Dessau (1627-1693) x 1659 Henriëtte Catharina van Oranje-Nassau (1638-1708) | Willem VI van Hessen-Kassel (1629-1663) x 1649 Hedwig Sofie van Brandenburg (1623-1683)           | Willem VI van Hessen-Kassel (1629-1663) x 1649 Hedwig Sofie van Brandenburg (1623-1683)           | Willem VI van Hessen-Kassel (1629-1663) x 1649 Hedwig Sofie van Brandenburg (1623-1683)           | Willem VI van Hessen-Kassel (1629-1663) x 1649 Hedwig Sofie van Brandenburg (1623-1683)             | Willem VI van Hessen-Kassel (1629-1663) x 1649 Hedwig Sofie van Brandenburg (1623-1683)                                   | Willem VI van Hessen-Kassel (1629-1663) x 1649 Hedwig Sofie van Brandenburg (1623-1683)                                   | Willem VI van Hessen-Kassel (1629-1663) x 1649 Hedwig Sofie van Brandenburg (1623-1683)           | Willem VI van Hessen-Kassel (1629-1663) x 1649 Hedwig Sofie van Brandenburg (1623-1683)           | Willem VI van Hessen-Kassel (1629-1663) x 1649 Hedwig Sofie van Brandenburg (1623-1683)           | Willem VI van Hessen-Kassel (1629-1663) x 1649 Hedwig Sofie van Brandenburg (1623-1683)           | Willem VI van Hessen-Kassel (1629-1663) x 1649 Hedwig Sofie van Brandenburg (1623-1683)           | Willem VI van Hessen-Kassel (1629-1663) x 1649 Hedwig Sofie van Brandenburg (1623-1683)           | Jacob van Koerland (1610-1682) x 1645 Louise Charlotte van Brandenburg (1617-1676)                | Jacob van Koerland (1610-1682) x 1645 Louise Charlotte van Brandenburg (1617-1676)                | Jacob van Koerland (1610-1682) x 1645 Louise Charlotte van Brandenburg (1617-1676)                | Jacob van Koerland (1610-1682) x 1645 Louise Charlotte van Brandenburg (1617-1676)                     | Jacob van Koerland (1610-1682) x 1645 Louise Charlotte van Brandenburg (1617-1676)                     | Jacob van Koerland (1610-1682) x 1645 Louise Charlotte van Brandenburg (1617-1676)                     | Jacob van Koerland (1610-1682) x 1645 Louise Charlotte van Brandenburg (1617-1676)                | Jacob van Koerland (1610-1682) x 1645 Louise Charlotte van Brandenburg (1617-1676)                | Jacob van Koerland (1610-1682) x 1645 Louise Charlotte van Brandenburg (1617-1676)                | Jacob van Koerland (1610-1682) x 1645 Louise Charlotte van Brandenburg (1617-1676)                | Jacob van Koerland (1610-1682) x 1645 Louise Charlotte van Brandenburg (1617-1676)                | Jacob van Koerland (1610-1682) x 1645 Louise Charlotte van Brandenburg (1617-1676)                |
| Grootouders                                                                  | Hendrik Casimir II van Nassau-Dietz (1657-1696) x 1683 Amalia van Anhalt-Dessau (1666-1726)            | Hendrik Casimir II van Nassau-Dietz (1657-1696) x 1683 Amalia van Anhalt-Dessau (1666-1726)            | Hendrik Casimir II van Nassau-Dietz (1657-1696) x 1683 Amalia van Anhalt-Dessau (1666-1726)            | Hendrik Casimir II van Nassau-Dietz (1657-1696) x 1683 Amalia van Anhalt-Dessau (1666-1726)            | Hendrik Casimir II van Nassau-Dietz (1657-1696) x 1683 Amalia van Anhalt-Dessau (1666-1726)            | Hendrik Casimir II van Nassau-Dietz (1657-1696) x 1683 Amalia van Anhalt-Dessau (1666-1726)            | Hendrik Casimir II van Nassau-Dietz (1657-1696) x 1683 Amalia van Anhalt-Dessau (1666-1726)       | Hendrik Casimir II van Nassau-Dietz (1657-1696) x 1683 Amalia van Anhalt-Dessau (1666-1726)       | Hendrik Casimir II van Nassau-Dietz (1657-1696) x 1683 Amalia van Anhalt-Dessau (1666-1726)       | Hendrik Casimir II van Nassau-Dietz (1657-1696) x 1683 Amalia van Anhalt-Dessau (1666-1726)       | Hendrik Casimir II van Nassau-Dietz (1657-1696) x 1683 Amalia van Anhalt-Dessau (1666-1726)       | Hendrik Casimir II van Nassau-Dietz (1657-1696) x 1683 Amalia van Anhalt-Dessau (1666-1726)       | Hendrik Casimir II van Nassau-Dietz (1657-1696) x 1683 Amalia van Anhalt-Dessau (1666-1726)            | Hendrik Casimir II van Nassau-Dietz (1657-1696) x 1683 Amalia van Anhalt-Dessau (1666-1726)            | Hendrik Casimir II van Nassau-Dietz (1657-1696) x 1683 Amalia van Anhalt-Dessau (1666-1726)            | Hendrik Casimir II van Nassau-Dietz (1657-1696) x 1683 Amalia van Anhalt-Dessau (1666-1726)            | Hendrik Casimir II van Nassau-Dietz (1657-1696) x 1683 Amalia van Anhalt-Dessau (1666-1726)            | Hendrik Casimir II van Nassau-Dietz (1657-1696) x 1683 Amalia van Anhalt-Dessau (1666-1726)            | Hendrik Casimir II van Nassau-Dietz (1657-1696) x 1683 Amalia van Anhalt-Dessau (1666-1726)            | Hendrik Casimir II van Nassau-Dietz (1657-1696) x 1683 Amalia van Anhalt-Dessau (1666-1726)            | Hendrik Casimir II van Nassau-Dietz (1657-1696) x 1683 Amalia van Anhalt-Dessau (1666-1726)            | Hendrik Casimir II van Nassau-Dietz (1657-1696) x 1683 Amalia van Anhalt-Dessau (1666-1726)            | Hendrik Casimir II van Nassau-Dietz (1657-1696) x 1683 Amalia van Anhalt-Dessau (1666-1726)            | Hendrik Casimir II van Nassau-Dietz (1657-1696) x 1683 Amalia van Anhalt-Dessau (1666-1726)            | Karel Lodewijk van Hessen-Kassel (1654-1730) x 1673 Maria Anna van Koerland (1653-1711)           | Karel Lodewijk van Hessen-Kassel (1654-1730) x 1673 Maria Anna van Koerland (1653-1711)           | Karel Lodewijk van Hessen-Kassel (1654-1730) x 1673 Maria Anna van Koerland (1653-1711)           | Karel Lodewijk van Hessen-Kassel (1654-1730) x 1673 Maria Anna van Koerland (1653-1711)             | Karel Lodewijk van Hessen-Kassel (1654-1730) x 1673 Maria Anna van Koerland (1653-1711)                                   | Karel Lodewijk van Hessen-Kassel (1654-1730) x 1673 Maria Anna van Koerland (1653-1711)                                   | Karel Lodewijk van Hessen-Kassel (1654-1730) x 1673 Maria Anna van Koerland (1653-1711)           | Karel Lodewijk van Hessen-Kassel (1654-1730) x 1673 Maria Anna van Koerland (1653-1711)           | Karel Lodewijk van Hessen-Kassel (1654-1730) x 1673 Maria Anna van Koerland (1653-1711)           | Karel Lodewijk van Hessen-Kassel (1654-1730) x 1673 Maria Anna van Koerland (1653-1711)           | Karel Lodewijk van Hessen-Kassel (1654-1730) x 1673 Maria Anna van Koerland (1653-1711)           | Karel Lodewijk van Hessen-Kassel (1654-1730) x 1673 Maria Anna van Koerland (1653-1711)           | Karel Lodewijk van Hessen-Kassel (1654-1730) x 1673 Maria Anna van Koerland (1653-1711)           | Karel Lodewijk van Hessen-Kassel (1654-1730) x 1673 Maria Anna van Koerland (1653-1711)           | Karel Lodewijk van Hessen-Kassel (1654-1730) x 1673 Maria Anna van Koerland (1653-1711)           | Karel Lodewijk van Hessen-Kassel (1654-1730) x 1673 Maria Anna van Koerland (1653-1711)                | Karel Lodewijk van Hessen-Kassel (1654-1730) x 1673 Maria Anna van Koerland (1653-1711)                | Karel Lodewijk van Hessen-Kassel (1654-1730) x 1673 Maria Anna van Koerland (1653-1711)                | Karel Lodewijk van Hessen-Kassel (1654-1730) x 1673 Maria Anna van Koerland (1653-1711)           | Karel Lodewijk van Hessen-Kassel (1654-1730) x 1673 Maria Anna van Koerland (1653-1711)           | Karel Lodewijk van Hessen-Kassel (1654-1730) x 1673 Maria Anna van Koerland (1653-1711)           | Karel Lodewijk van Hessen-Kassel (1654-1730) x 1673 Maria Anna van Koerland (1653-1711)           | Karel Lodewijk van Hessen-Kassel (1654-1730) x 1673 Maria Anna van Koerland (1653-1711)           | Karel Lodewijk van Hessen-Kassel (1654-1730) x 1673 Maria Anna van Koerland (1653-1711)           |
| Ouders                                                                       | Johan Willem Friso van Nassau-Dietz (1687-1711) x 1709 Maria Louise van Hessen-Kassel (1688-1765)      | Johan Willem Friso van Nassau-Dietz (1687-1711) x 1709 Maria Louise van Hessen-Kassel (1688-1765)      | Johan Willem Friso van Nassau-Dietz (1687-1711) x 1709 Maria Louise van Hessen-Kassel (1688-1765)      | Johan Willem Friso van Nassau-Dietz (1687-1711) x 1709 Maria Louise van Hessen-Kassel (1688-1765)      | Johan Willem Friso van Nassau-Dietz (1687-1711) x 1709 Maria Louise van Hessen-Kassel (1688-1765)      | Johan Willem Friso van Nassau-Dietz (1687-1711) x 1709 Maria Louise van Hessen-Kassel (1688-1765)      | Johan Willem Friso van Nassau-Dietz (1687-1711) x 1709 Maria Louise van Hessen-Kassel (1688-1765) | Johan Willem Friso van Nassau-Dietz (1687-1711) x 1709 Maria Louise van Hessen-Kassel (1688-1765) | Johan Willem Friso van Nassau-Dietz (1687-1711) x 1709 Maria Louise van Hessen-Kassel (1688-1765) | Johan Willem Friso van Nassau-Dietz (1687-1711) x 1709 Maria Louise van Hessen-Kassel (1688-1765) | Johan Willem Friso van Nassau-Dietz (1687-1711) x 1709 Maria Louise van Hessen-Kassel (1688-1765) | Johan Willem Friso van Nassau-Dietz (1687-1711) x 1709 Maria Louise van Hessen-Kassel (1688-1765) | Johan Willem Friso van Nassau-Dietz (1687-1711) x 1709 Maria Louise van Hessen-Kassel (1688-1765)      | Johan Willem Friso van Nassau-Dietz (1687-1711) x 1709 Maria Louise van Hessen-Kassel (1688-1765)      | Johan Willem Friso van Nassau-Dietz (1687-1711) x 1709 Maria Louise van Hessen-Kassel (1688-1765)      | Johan Willem Friso van Nassau-Dietz (1687-1711) x 1709 Maria Louise van Hessen-Kassel (1688-1765)      | Johan Willem Friso van Nassau-Dietz (1687-1711) x 1709 Maria Louise van Hessen-Kassel (1688-1765)      | Johan Willem Friso van Nassau-Dietz (1687-1711) x 1709 Maria Louise van Hessen-Kassel (1688-1765)      | Johan Willem Friso van Nassau-Dietz (1687-1711) x 1709 Maria Louise van Hessen-Kassel (1688-1765)      | Johan Willem Friso van Nassau-Dietz (1687-1711) x 1709 Maria Louise van Hessen-Kassel (1688-1765)      | Johan Willem Friso van Nassau-Dietz (1687-1711) x 1709 Maria Louise van Hessen-Kassel (1688-1765)      | Johan Willem Friso van Nassau-Dietz (1687-1711) x 1709 Maria Louise van Hessen-Kassel (1688-1765)      | Johan Willem Friso van Nassau-Dietz (1687-1711) x 1709 Maria Louise van Hessen-Kassel (1688-1765)      | Johan Willem Friso van Nassau-Dietz (1687-1711) x 1709 Maria Louise van Hessen-Kassel (1688-1765)      | Johan Willem Friso van Nassau-Dietz (1687-1711) x 1709 Maria Louise van Hessen-Kassel (1688-1765) | Johan Willem Friso van Nassau-Dietz (1687-1711) x 1709 Maria Louise van Hessen-Kassel (1688-1765) | Johan Willem Friso van Nassau-Dietz (1687-1711) x 1709 Maria Louise van Hessen-Kassel (1688-1765) | Johan Willem Friso van Nassau-Dietz (1687-1711) x 1709 Maria Louise van Hessen-Kassel (1688-1765)   | Johan Willem Friso van Nassau-Dietz (1687-1711) x 1709 Maria Louise van Hessen-Kassel (1688-1765)                         | Johan Willem Friso van Nassau-Dietz (1687-1711) x 1709 Maria Louise van Hessen-Kassel (1688-1765)                         | Johan Willem Friso van Nassau-Dietz (1687-1711) x 1709 Maria Louise van Hessen-Kassel (1688-1765) | Johan Willem Friso van Nassau-Dietz (1687-1711) x 1709 Maria Louise van Hessen-Kassel (1688-1765) | Johan Willem Friso van Nassau-Dietz (1687-1711) x 1709 Maria Louise van Hessen-Kassel (1688-1765) | Johan Willem Friso van Nassau-Dietz (1687-1711) x 1709 Maria Louise van Hessen-Kassel (1688-1765) | Johan Willem Friso van Nassau-Dietz (1687-1711) x 1709 Maria Louise van Hessen-Kassel (1688-1765) | Johan Willem Friso van Nassau-Dietz (1687-1711) x 1709 Maria Louise van Hessen-Kassel (1688-1765) | Johan Willem Friso van Nassau-Dietz (1687-1711) x 1709 Maria Louise van Hessen-Kassel (1688-1765) | Johan Willem Friso van Nassau-Dietz (1687-1711) x 1709 Maria Louise van Hessen-Kassel (1688-1765) | Johan Willem Friso van Nassau-Dietz (1687-1711) x 1709 Maria Louise van Hessen-Kassel (1688-1765) | Johan Willem Friso van Nassau-Dietz (1687-1711) x 1709 Maria Louise van Hessen-Kassel (1688-1765)      | Johan Willem Friso van Nassau-Dietz (1687-1711) x 1709 Maria Louise van Hessen-Kassel (1688-1765)      | Johan Willem Friso van Nassau-Dietz (1687-1711) x 1709 Maria Louise van Hessen-Kassel (1688-1765)      | Johan Willem Friso van Nassau-Dietz (1687-1711) x 1709 Maria Louise van Hessen-Kassel (1688-1765) | Johan Willem Friso van Nassau-Dietz (1687-1711) x 1709 Maria Louise van Hessen-Kassel (1688-1765) | Johan Willem Friso van Nassau-Dietz (1687-1711) x 1709 Maria Louise van Hessen-Kassel (1688-1765) | Johan Willem Friso van Nassau-Dietz (1687-1711) x 1709 Maria Louise van Hessen-Kassel (1688-1765) | Johan Willem Friso van Nassau-Dietz (1687-1711) x 1709 Maria Louise van Hessen-Kassel (1688-1765) | Johan Willem Friso van Nassau-Dietz (1687-1711) x 1709 Maria Louise van Hessen-Kassel (1688-1765) |
| Willem IV van Oranje-Nassau (1711-1751) x 1734 Anna van Hannover (1709-1759) | | | | | | |                                                                                                   |                                                                                                   |                                                                                                   |                                                                                                   |                                                                                                   |                                                                                                   | | | | | | | | | | | | |                                                                                                   |                                                                                                   |                                                                                                   | | | |                                                                                                   |                                                                                                   |                                                                                                   |                                                                                                   |                                                                                                   |                                                                                                   |                                                                                                   |                                                                                                   |                                                                                                   | | | |                                                                                                   |                                                                                                   |                                                                                                   |                                                                                                   |                                                                                                   |                                                                                                   |
| Kinderen                                                                     | nn (1735)                                                                                              | nn (1735)                                                                                              | nn (1739)                                                                                              | nn (1739)                                                                                              | Carolina (1743-1787) x 1760 Karel Christiaan van Nassau-Weilburg (1735-1788)                           | Carolina (1743-1787) x 1760 Karel Christiaan van Nassau-Weilburg (1735-1788)                           | Carolina (1743-1787) x 1760 Karel Christiaan van Nassau-Weilburg (1735-1788)                      | Carolina (1743-1787) x 1760 Karel Christiaan van Nassau-Weilburg (1735-1788)                      | Carolina (1743-1787) x 1760 Karel Christiaan van Nassau-Weilburg (1735-1788)                      | Carolina (1743-1787) x 1760 Karel Christiaan van Nassau-Weilburg (1735-1788)                      | Carolina (1743-1787) x 1760 Karel Christiaan van Nassau-Weilburg (1735-1788)                      | Carolina (1743-1787) x 1760 Karel Christiaan van Nassau-Weilburg (1735-1788)                      | Carolina (1743-1787) x 1760 Karel Christiaan van Nassau-Weilburg (1735-1788)                           | Carolina (1743-1787) x 1760 Karel Christiaan van Nassau-Weilburg (1735-1788)                           | Carolina (1743-1787) x 1760 Karel Christiaan van Nassau-Weilburg (1735-1788)                           | Carolina (1743-1787) x 1760 Karel Christiaan van Nassau-Weilburg (1735-1788)                           | Carolina (1743-1787) x 1760 Karel Christiaan van Nassau-Weilburg (1735-1788)                           | Carolina (1743-1787) x 1760 Karel Christiaan van Nassau-Weilburg (1735-1788)                           | Carolina (1743-1787) x 1760 Karel Christiaan van Nassau-Weilburg (1735-1788)                           | Carolina (1743-1787) x 1760 Karel Christiaan van Nassau-Weilburg (1735-1788)                           | Carolina (1743-1787) x 1760 Karel Christiaan van Nassau-Weilburg (1735-1788)                           | Carolina (1743-1787) x 1760 Karel Christiaan van Nassau-Weilburg (1735-1788)                           | Carolina (1743-1787) x 1760 Karel Christiaan van Nassau-Weilburg (1735-1788)                           | Carolina (1743-1787) x 1760 Karel Christiaan van Nassau-Weilburg (1735-1788)                           | Carolina (1743-1787) x 1760 Karel Christiaan van Nassau-Weilburg (1735-1788)                      | Carolina (1743-1787) x 1760 Karel Christiaan van Nassau-Weilburg (1735-1788)                      | Carolina (1743-1787) x 1760 Karel Christiaan van Nassau-Weilburg (1735-1788)                      | Carolina (1743-1787) x 1760 Karel Christiaan van Nassau-Weilburg (1735-1788)                        | Carolina (1743-1787) x 1760 Karel Christiaan van Nassau-Weilburg (1735-1788)                                              | Carolina (1743-1787) x 1760 Karel Christiaan van Nassau-Weilburg (1735-1788)                                              | Carolina (1743-1787) x 1760 Karel Christiaan van Nassau-Weilburg (1735-1788)                      | Carolina (1743-1787) x 1760 Karel Christiaan van Nassau-Weilburg (1735-1788)                      | Carolina (1743-1787) x 1760 Karel Christiaan van Nassau-Weilburg (1735-1788)                      | Carolina (1743-1787) x 1760 Karel Christiaan van Nassau-Weilburg (1735-1788)                      | Anna (1746)                                                                                       | Anna (1746)                                                                                       | Willem V (1748-1806) x 1767 Wilhelmina van Pruisen (1751-1820)                                    | Willem V (1748-1806) x 1767 Wilhelmina van Pruisen (1751-1820)                                    | Willem V (1748-1806) x 1767 Wilhelmina van Pruisen (1751-1820)                                    | Willem V (1748-1806) x 1767 Wilhelmina van Pruisen (1751-1820)                                         | Willem V (1748-1806) x 1767 Wilhelmina van Pruisen (1751-1820)                                         | Willem V (1748-1806) x 1767 Wilhelmina van Pruisen (1751-1820)                                         | Willem V (1748-1806) x 1767 Wilhelmina van Pruisen (1751-1820)                                    | Willem V (1748-1806) x 1767 Wilhelmina van Pruisen (1751-1820)                                    | Willem V (1748-1806) x 1767 Wilhelmina van Pruisen (1751-1820)                                    | Willem V (1748-1806) x 1767 Wilhelmina van Pruisen (1751-1820)                                    | Willem V (1748-1806) x 1767 Wilhelmina van Pruisen (1751-1820)                                    | Willem V (1748-1806) x 1767 Wilhelmina van Pruisen (1751-1820)                                    |
| Kleinkinderen                                                                | - | - | - | - | George Willem Belgicus (1760-1762)                                                                     | George Willem Belgicus (1760-1762)                                                                     | Willem Lodewijk Karel (1761-1770)                                                                 | Willem Lodewijk Karel (1761-1770)                                                                 | Augusta Maria Carolina (1764-1802)                                                                | Augusta Maria Carolina (1764-1802)                                                                | Wilhelmina Louise (1765-1837)                                                                     | Wilhelmina Louise (1765-1837)                                                                     | nn (1767)                                                                                              | nn (1767)                                                                                              | Frederik Willem (1768-1816)                                                                            | Frederik Willem (1768-1816)                                                                            | Carolina Louise Frederica (1770-1828)                                                                  | Carolina Louise Frederica (1770-1828)                                                                  | Karel Lodewijk (1772)                                                                                  | Karel Lodewijk (1772)                                                                                  | Karel Frederik Willem (1775-1807)                                                                      | Karel Frederik Willem (1775-1807)                                                                      | Amalia Charlotte Wilhelmina Louise (1776-1841)                                                         | Amalia Charlotte Wilhelmina Louise (1776-1841)                                                         | nn (1778)                                                                                         | nn (1778)                                                                                         | nn (1779)                                                                                         | nn (1779)                                                                                           | Henriëtte (1780-1857) | Henriëtte (1780-1857) | nn (1784)                                                                                         | nn (1784)                                                                                         | nn (1785)                                                                                         | nn (1785)                                                                                         | -                                                                                                 | -                                                                                                 | nn (1769)                                                                                         | nn (1769)                                                                                         | Louise (1770-1819) x 1790 Karel George van Brunswijk-Wolfenbüttel (1766-1806)                     | Louise (1770-1819) x 1790 Karel George van Brunswijk-Wolfenbüttel (1766-1806)                          | nn (1771)                                                                                              | nn (1771)                                                                                              | Willem I (1772-1843)                                                                              | Willem I (1772-1843)                                                                              | Willem I (1772-1843)                                                                              | Willem I (1772-1843)                                                                              | Frederik (1774-1799)                                                                              |                                                                                                   |
| Kleinkinderen                                                                | - | - | - | - | George Willem Belgicus (1760-1762)                                                                     | George Willem Belgicus (1760-1762)                                                                     | Willem Lodewijk Karel (1761-1770)                                                                 | Willem Lodewijk Karel (1761-1770)                                                                 | Augusta Maria Carolina (1764-1802)                                                                | Augusta Maria Carolina (1764-1802)                                                                | Wilhelmina Louise (1765-1837)                                                                     | Wilhelmina Louise (1765-1837)                                                                     | nn (1767)                                                                                              | nn (1767)                                                                                              | Frederik Willem (1768-1816)                                                                            | Frederik Willem (1768-1816)                                                                            | Carolina Louise Frederica (1770-1828)                                                                  | Carolina Louise Frederica (1770-1828)                                                                  | Karel Lodewijk (1772)                                                                                  | Karel Lodewijk (1772)                                                                                  | Karel Frederik Willem (1775-1807)                                                                      | Karel Frederik Willem (1775-1807)                                                                      | Amalia Charlotte Wilhelmina Louise (1776-1841)                                                         | Amalia Charlotte Wilhelmina Louise (1776-1841)                                                         | nn (1778)                                                                                         | nn (1778)                                                                                         | nn (1779)                                                                                         | nn (1779)                                                                                           | Henriëtte (1780-1857) | Henriëtte (1780-1857) | nn (1784)                                                                                         | nn (1784)                                                                                         | nn (1785)                                                                                         | nn (1785)                                                                                         | -                                                                                                 | -                                                                                                 | nn (1769)                                                                                         | nn (1769)                                                                                         | Louise (1770-1819) x 1790 Karel George van Brunswijk-Wolfenbüttel (1766-1806)                     | Louise (1770-1819) x 1790 Karel George van Brunswijk-Wolfenbüttel (1766-1806)                          | nn (1771)                                                                                              | nn (1771)                                                                                              | x 1791 Wilhelmina van Pruisen (1774-1837)                                                         | x 1791 Wilhelmina van Pruisen (1774-1837)                                                         | x 1841 Henriëtte d'Oultremont de Wégimont (1792-1864)                                             | x 1841 Henriëtte d'Oultremont de Wégimont (1792-1864)                                             | Frederik (1774-1799)                                                                              |                                                                                                   |
| Achterkleinkinderen                                                          | - | - | - | - | - | - | -                                                                                                 | -                                                                                                 | -                                                                                                 | -                                                                                                 | Hendrik XVIII (1787) Dochter (1788) Hendrik XIX (1790-1836) Hendrik XX (1794-1859)                | Hendrik XVIII (1787) Dochter (1788) Hendrik XIX (1790-1836) Hendrik XX (1794-1859)                | - | - | Willem (1792-1839) Augusta (1794-1796) Henriëtte (1797-1829) Frederik (1799-1845)                      | Willem (1792-1839) Augusta (1794-1796) Henriëtte (1797-1829) Frederik (1799-1845)                      | - | - | - | - | - | - | Hermine (1797-1817) Adelheid (1800-1820) Emma (1802-1858) Ida (1804-1828)                              | Hermine (1797-1817) Adelheid (1800-1820) Emma (1802-1858) Ida (1804-1828)                              | -                                                                                                 | -                                                                                                 | -                                                                                                 | -                                                                                                   | Maria Dorothea (1797-1855) Amelie (1799-1848) Pauline (1800-1873) Elisabeth Alexandrine (1802-1864) Alexander (1804-1885) | Maria Dorothea (1797-1855) Amelie (1799-1848) Pauline (1800-1873) Elisabeth Alexandrine (1802-1864) Alexander (1804-1885) | -                                                                                                 | -                                                                                                 | -                                                                                                 | -                                                                                                 | -                                                                                                 | -                                                                                                 | -                                                                                                 | -                                                                                                 | -                                                                                                 | - | - | - | Willem II (1792-1849) Frederik (1797-1881) Paulina (1800-1806) Marianne (1810-1883)               | Willem II (1792-1849) Frederik (1797-1881) Paulina (1800-1806) Marianne (1810-1883)               | -                                                                                                 | -                                                                                                 | -                                                                                                 | -                                                                                                 |